# Meragisa thryeston
Meragisa thryeston är en fjärilsart som beskrevs av Druce 1911. Meragisa thryeston ingår i släktet Meragisa och familjen tandspinnare. Inga underarter finns listade i Catalogue of Life.